# مکرتیچ گیمیشیان
مکرتیچ (سوس) یگوری گیمیشیان (ارمنی: Մկրտիչ (Սոս) Եգորի Գիմիշյան؛ زادهٔ ۲۰ مهٔ ۱۹۵۳) یک سیاستمدار اهل ارمنستان است که از تاریخ ۱۹۹۵ تا تاریخ ۱۹۹۹ سمت نمایندگی دوره اول مجلس ملی جمهوری ارمنستان را برعهده داشت.

## زندگی‌نامه
در ۲۰ مهٔ ۱۹۵۳ ‏در آخالتسیخه به دنیا آمد و از دانشگاه دولتی ایروان فارغ‌التحصیل شد. 